# Луиза Пруска (1838–1923)
Луиза Мария Елизабет Пруска (на немски: Luise Marie Elisabeth von Preußen); * 3 декември 1838, Берлин; † 23 април 1923, Баден-Баден) от династията Хоенцолерн, е принцеса от Прусия и чрез женитба велика херцогиня на Велико херцогство Баден (20 септември 1856 – 28 септември 1907).

## Живот
Тя е единствената дъщеря на германския кайзер Вилхелм I от Прусия (1797 – 1888) и съпругата му принцеса Августа Сакс-Ваймарска (1811 – 1890), дъщеря на велик херцог Карл Фридрих фон Саксония-Ваймар-Айзенах и на Мария Павловна.
Заедно с брат си Фридрих III (1831 – 1888) тя расте в Берлин и след това от пролетта на 1850 г. в Кобленц. През 1855 г. тя сгодена за принц Фридрих I фон Баден (1826 – 1907), вторият син на велик херцог Леополд I фон Баден и принцеса София Шведска. На 20 септември 1856 г. в Берлин те се женят.
Луиза умира на 84 години на 23 април 1923 г.
- Великият херцог Фридрих I и великата херцогиня на Луиза фон Баден, 1902
- Гробовете на Фридрих и съпругата му Луиза в княжеската гробна капела в Карлсруе

## Деца
Луиза и Фридриох имат три деца:
- Фридрих (II) Вилхелм Лудвиг Леополд Август, наричан Фриц (1857 – 1928), велик херцог на Баден
- София Мария Виктория, наричана Вики (1862 – 1930), шведска кралица, съпруга на крал Густав V
- Лудвиг Вилхелм Карл Фридрих Бертхолд (1865 – 1888), принц на Великото херцогство Баден

## Издания
- Luise Großherzogin von Baden: Ich weiß, daß mein Erlöser lebt! Glaubensworte für Tage der Prüfung. Velhagen & Klasing, Bielefeld / Leipzig 1910